# Pacyfikacja wsi Bandysie

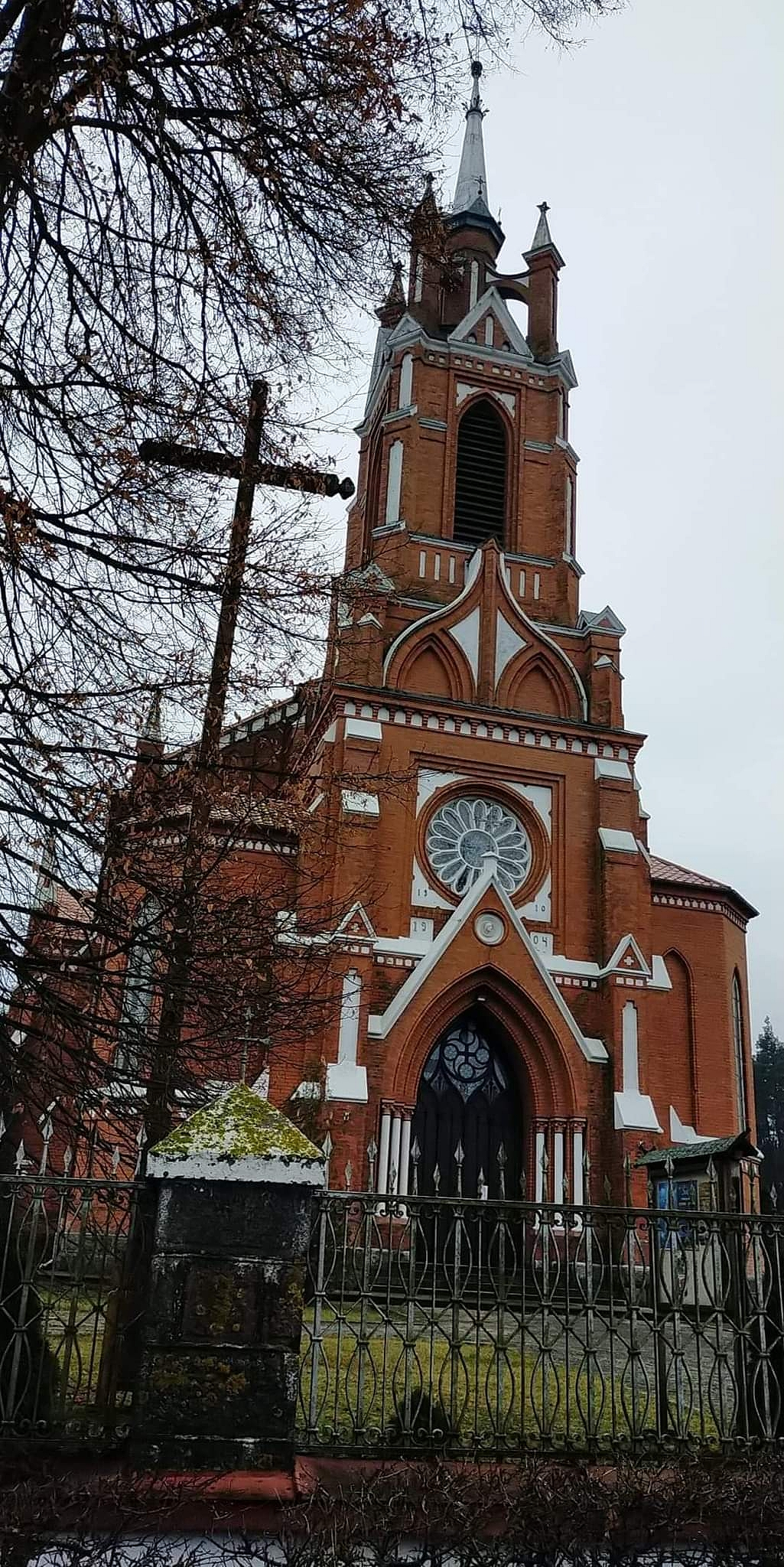
Kościół w Czarni, w którym przetrzymywano kobiety i dzieci nocą z 3 na 4 października 1944

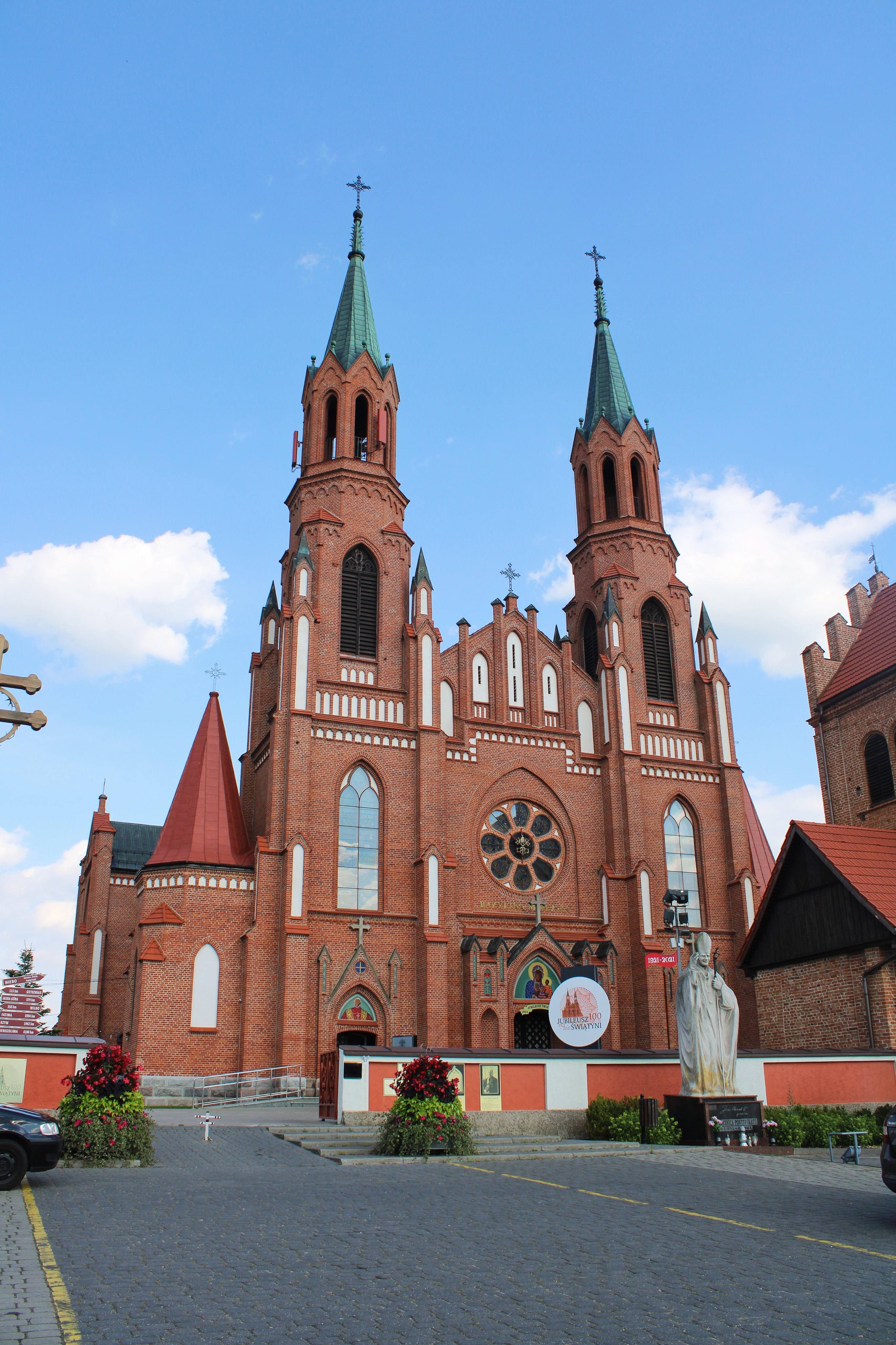
Kościół w Myszyńcu, w którym nocą z 3 na 4 października 1944 przetrzymywano 120 aresztowanych mężczyzn z Bandyś

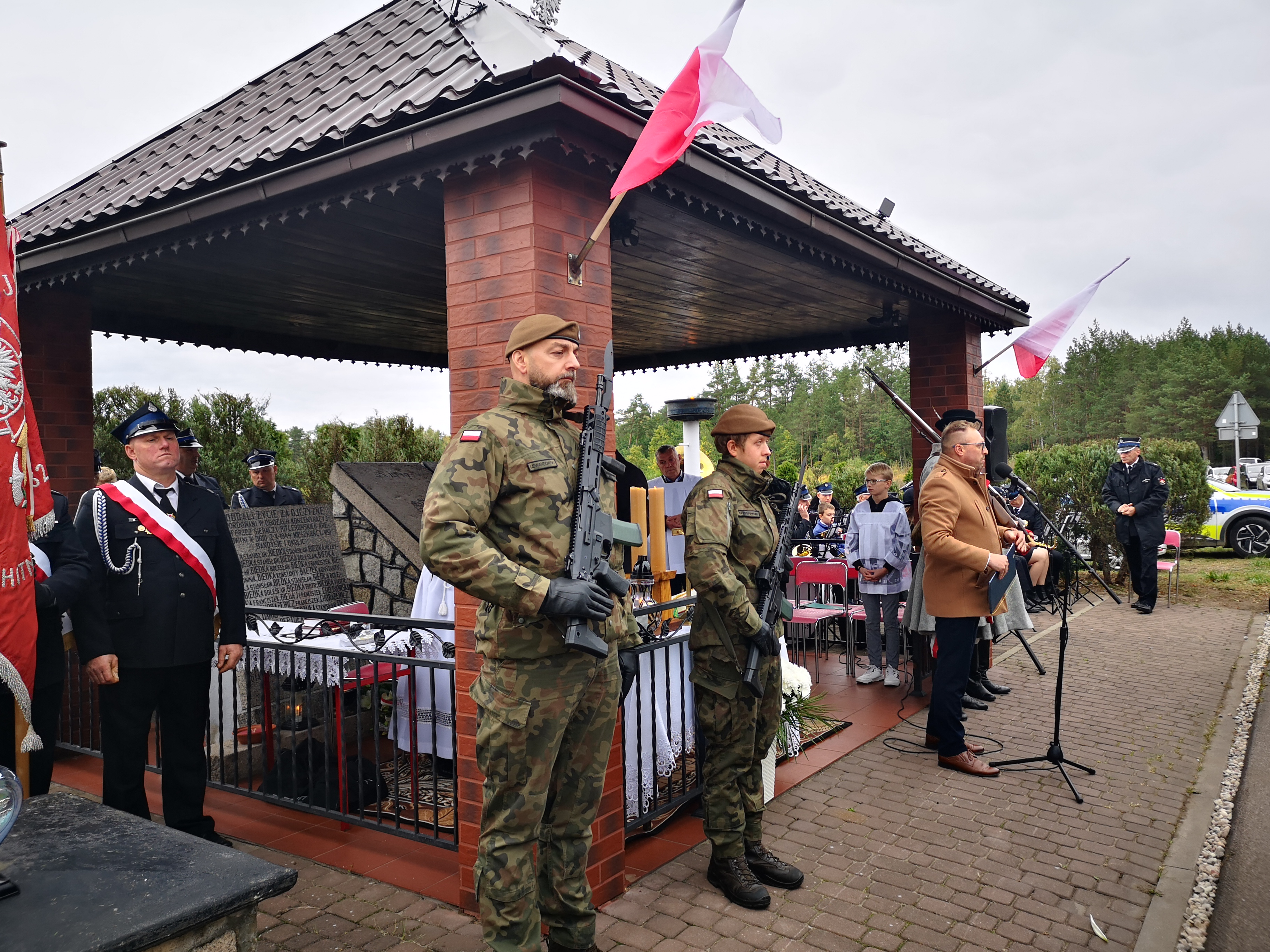
Przemówienie wójta gminy Czarnia Marka Piórkowskiego po mszy św. polowej w 80. rocznicę pacyfikacji wsi Bandysie (2024)

Pacyfikacja wsi Bandysie – pacyfikacja dokonana przez okupantów niemieckich 3 października 1944 we wsi Bandysie w powiecie ostrołęckim. W jej wyniku do obozu karnego w Działdowie wywieziono 120 mężczyzn, a następnie większość z nich do obozu koncentracyjnego Stutthof, gdzie tylko kilku z aresztowanych udało się przeżyć. Zdecydowaną większość mieszkańców wsi wysiedlono, a na jej terenie pozwolono dalej zamieszkiwać jedynie mężczyznom powyżej 60 roku życia wraz z rodzinami oraz kilku najbardziej wydajnym rolnikom, co ściśle wiązało się z interesem III Rzeszy.

## Geneza
Bandysie są położone w północnej części województwa mazowieckiego, w gminie Czarnia w powiecie ostrołęckim. W czasie II wojny światowej znajdowały się na terenie wcielonej do III Rzeszy Rejencji ciechanowskiej. W pobliżu Bandyś odczuwalny był silny opór przeciwko okupantom: stale dochodziło do starć wojsk niemieckich z partyzantami z oddziału Kazimierza Stefanowicza „Asa”, Komendanta IV Rejonu AK Myszyniec, Obwodu Ostrołęka, Okręgu Białystok. Dowodzony przez „Asa” III batalion liczył około 60 osób.
Straty zadawane Niemcom przez polskie podziemie były na tyle dotkliwe, że okupanci zdecydowali się na sprowadzenie z Białostocczyzny oddziału Jagdkommando, który specjalizował się w zwalczaniu dywersji i partyzantów. 15 sierpnia 1944 w okolicy Bandyś doszło do potyczki, podczas której żołnierze AK rozbili niemiecki oddział specjalny. Zginął wówczas dowódca Anton Zuchsland, a jego broń została przejęta przez partyzantów. Do zwycięstwa przyczynili się mieszkańcy wsi Bandysie dostarczający wiadomości z terenu i zaopatrujący AK w pieczywo. Do wspomagających partyzantów należeli: Franciszek Chorążewicz „Piłaciuk”, Stanisław Piórkowski „Śliwka” oraz sołtys Ignacy Stachelski.
2 października 1944 Gestapo pochwyciło Ryszarda Tokarskiego „Rysia”, zbiegłego żołnierza Kazimierza Stefanowicza „Asa”. Uciekł, bo obawiał się konsekwencji tego, że dwukrotnie zasnął na warcie. Niemcy znaleźli przy nim broń Antona Zuchslanda, która była dowodem na powiązania z oddziałem partyzanckim. Za pomocą tortur wymusili od niego zeznania. Dzięki temu poznali kryjówkę „Asa” i jego brata Stanisława Stefanowicza „Nemo”, porucznika oddziału AK, dowódcy kompanii Myszyniec.
Na początku października 1944 oddział Kazimierza Stefanowicza „Asa” został podzielony na mniejsze grupy ze względu na zbyt duże nagromadzenie niemieckich wojsk w strefie przyfrontowej. Partyzanci ukrywali się w kilku wsiach w okolicy Bandyś. Bracia Stefanowiczowie znaleźli schronienie w gospodarstwie Józefa Olendra w miejscowości Charciabałda. Kiedy nocą z 2/3 października 1944 Niemcy okrążyli zabudowania na posesji Olendra, Kazimierzowi udało się zbiec, ale Stanisław zginął zastrzelony przez Niemców.

## Przebieg pacyfikacji
O świcie 3 października 1944 wojska niemieckie okrążyły Bandysie. Wszystkich mieszkańców wsi, a także osoby znajdujące się tego dnia na terenie Bandyś, spędzono na plac przy szkole, gdzie obecnie znajduje się pomnik poświęcony ofiarom pacyfikacji. Mężczyzn między 16 a 60 rokiem życia usadzono w rzędach, zachowując podział na trzy grupy wiekowe: najmłodszych, w średnim wieku oraz najstarszych. Kobiety i dzieci rozstawiono nieopodal przy lesie sosnowym. Rankiem deszczowego i zimnego dnia Niemcy oznajmili mieszkańcom wsi, że odbędzie się egzekucja mężczyzn, a kobiety i dzieci mają wcześniej wykopać groby. Zamiary okupanta potwierdzał widok ciężarówek załadowanych łopatami i rozstawione do strzałów karabiny maszynowe.
Podczas gdy Niemcy szczegółowo analizowali tożsamość zatrzymanych mężczyzn, na miejscu zjawił się niemiecki dowódca, który zarzucił Komisarzowi Gminy Czarnia złą organizację zbiórki ludności. W wyniku tej interwencji egzekucja została odwołana. Następnie Niemcy przyprowadzili Ryszarda Tokarskiego „Rysia” oraz Ludwika Zyglera „Świerka”, volksdeutscha, leśniczego z pobliskiej wsi Charciabałda, który zyskał zaufanie miejscowych partyzantów i był najprawdopodobniej informatorem Niemców. Gdy wśród zgromadzonych mężczyzn wskazali partyzantów, niemiecki żołnierz kreślił biały krzyż na plecach danej osoby.
Mężczyźni zostali ustawieni w kolumny, podzieleni na grupy wiekowe, i popędzeni pieszo do Czarni. Ci pomiędzy 16 a 60 rokiem życia szli na początku i byli najbardziej pilnowani przez Niemców. Za nimi byli starsi mężczyźni, a dalej młodzież. Kobiety z dziećmi udały się do domów w obstawie żołnierzy okupanta, aby zabrać rzeczy osobiste i załadować je na wozy z końmi (o ile je miały). Jechały na samym końcu kolumny kierującej się do oddalonej o około 8 km Czarni.
Aresztowana ludność Bandyś została ustawiona na placu, gdzie obecnie znajduje się Urząd Gminy w Czarni. Po jednej stronie znaleźli się mężczyźni, a po drugiej kobiety wraz z dziećmi. Niemcy zwolnili część spośród aresztowanych i zezwolili im na powrót do domów. W tej grupie znaleźli się mężczyźni powyżej 60 roku życia wraz z rodzinami oraz kilku najlepszych rolników, którzy zostali wskazani przez sołtysa Ignacego Stachelskiego. Niemcy nie chcieli najwidoczniej rezygnować z kontyngentów dostarczanych przez wieś, zwłaszcza w obliczu potrzeby zaangażowania większej ilości niemieckich mężczyzn do trudnych walk na froncie wschodnim, a tym samym utraty rąk do pracy. Zwalniani nie mogli jednak być wcześniej wskazani przez Zyglera i Tokarskiego jako partyzanci.
Pozostałe na placu kobiety z dziećmi najbliższą noc spędziły w kościele w Czarni. Nazajutrz zostały poprowadzone w stronę Chorzel. W Zarębach Niemcy oświadczyli im, że zostają zwolnione, ale nie mogą wrócić do Bandyś. Aresztowani mężczyźni mieli przebywać w kościele w Myszyńcu do kolejnego dnia. Później zostali najprawdopodobniej przetransportowani do Ostrołęki, a 5 października 1944 dotarli do obozu karnego w Działdowie. Tam byli poddawani torturom w celu wydobycia informacji na temat ruchu oporu, jednak niczego ne zdradzili. Część mężczyzn straciła życie na terenie tego obozu. Najpewniej byli to: Stanisław Biedka, Józef Kuta, Stanisław Puchała, Julian Samsel, Franciszek Chorążewicz, Franciszek Jaksina.
Mężczyźni, którzy przetrwali pobyt w obozie w Działdowie, między 23 a 29 listopada 1944 byli przewożeni do obozu koncentracyjnego Stutthof i otrzymywali numery zaczynające się od 102 000. Zachowana dokumentacja pozwala na potwierdzenie pobytu w obozie 68 mężczyzn z Bandyś. Niemalże wszyscy ponieśli śmierć w obozie bądź podczas jego ewakuacji w obliczu zbliżającego się frontu.

## Epilog
Według mieszkańców wsi Bandysie po wojnie powróciło 7 spośród 120 aresztowanych mężczyzn, ale udokumentowano powojenne losy tylko 4 z nich. Ostatnią osobą, która przeżyła pacyfikację wsi, pobyt w obozach w Działdowie i Stutthoffie, a także marsz śmierci, był zmarły w 2009 Franciszek Stachelski.
Można wyodrębnić następujące powody pacyfikacji wsi:
- chęć zwalczenia silnego ruchu oporu na tym terenie i wzięcia odwetu za zadane straty,
- poszukiwanie partyzantów na terenie wsi,
- zamiar wyeliminowania pomagających polskiemu podziemiu mieszkańców Bandyś,
- dążenie do zastraszenia ludności polskiej na terenie podbitym[2].

Fakt, że przeważająca większość mieszkańców została wysiedlona bądź wywieziona do obozów, a tylko nielicznym zezwolono na powrót do wsi, może świadczyć o tym, że Niemcy nie chcieli, aby społeczność Bandyś przetrwała.
Rodziny wywiezionych do obozów mężczyzn początkowo nie wiedziały, co mogło się stać z członkami ich rodzin. Wiedzę tę pozyskiwali na przestrzeni wielu lat z różnych źródeł. Można wśród nich wymienić: listy pisane przez więźniów, telegramy nadsyłane z obozów z zawiadomieniem o śmierci więźnia, relacje pozyskane od ocalałych, którzy wrócili do wioski oraz zaświadczenia wystawione przez Polski Czerwony Krzyż i Muzeum Obozu Stutthof, jak też informacje otrzymane od Instytutu Pamięci Narodowej.
W 2008 potomkowie ofiar pacyfikacji zwrócili się z prośbą do Okręgowej Komisji Ścigania Zbrodni przeciwko Narodowi Polskiemu w Warszawie o wszczęcie postępowania wyjaśniającego i wskazanie winnych. Dzięki śledztwu prowadzonemu w latach 2009–2011 można ustalić przebieg pacyfikacji wsi i losy większości z aresztowanych. Niemożliwe okazało się jednak określenie, jaka jednostka dokonała pacyfikacji ani tego, kto podjął decyzję o pacyfikacji. Bandysie znajdowały się na terenie przyfrontowym, na którym w ograniczonym zakresie funkcjonowała administracja niemiecka, a ochroną terenu zajmowały się oddziały wojska.
Aresztowanie 120 mężczyzn, osadzenie ich w obozach w Działdowie i Stutthofie, przymuszanie do świadczenia wyniszczającej pracy w trudnych warunkach, okrutne traktowanie i dokonywanie zabójstw narusza prawo międzynarodowe w postaci IV konwencji Haskiej i stanowi zbrodnię przeciwko ludzkości.

## Upamiętnienie
W październiku 1976 wzniesiono pomnik poświęcony ofiarom pacyfikacji wsi, a w 1994 roku stanęły dwie tablice z nazwiskami pomordowanych.

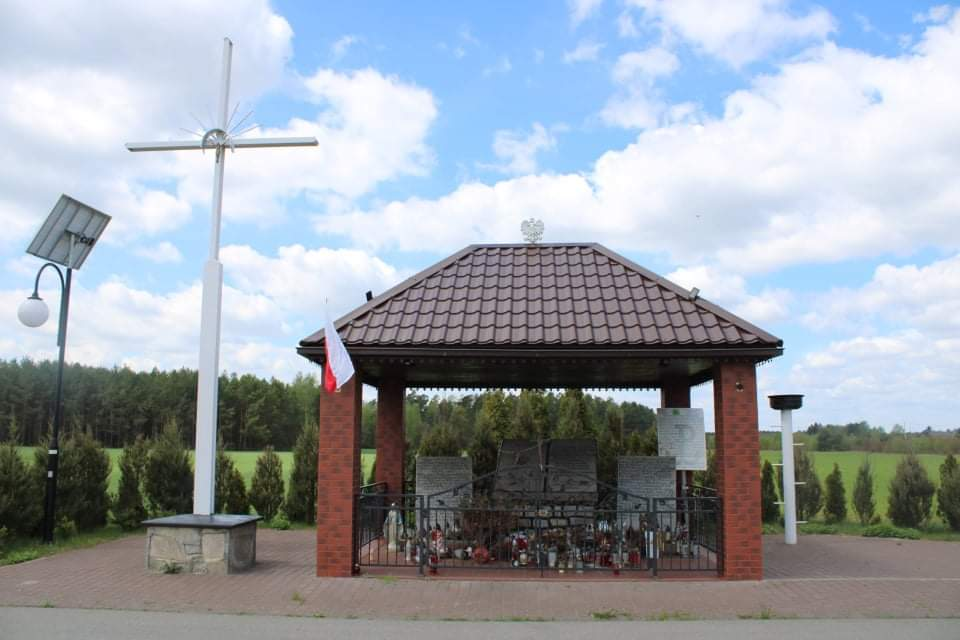
Pomnik w Bandysiach wystawiony w 1976
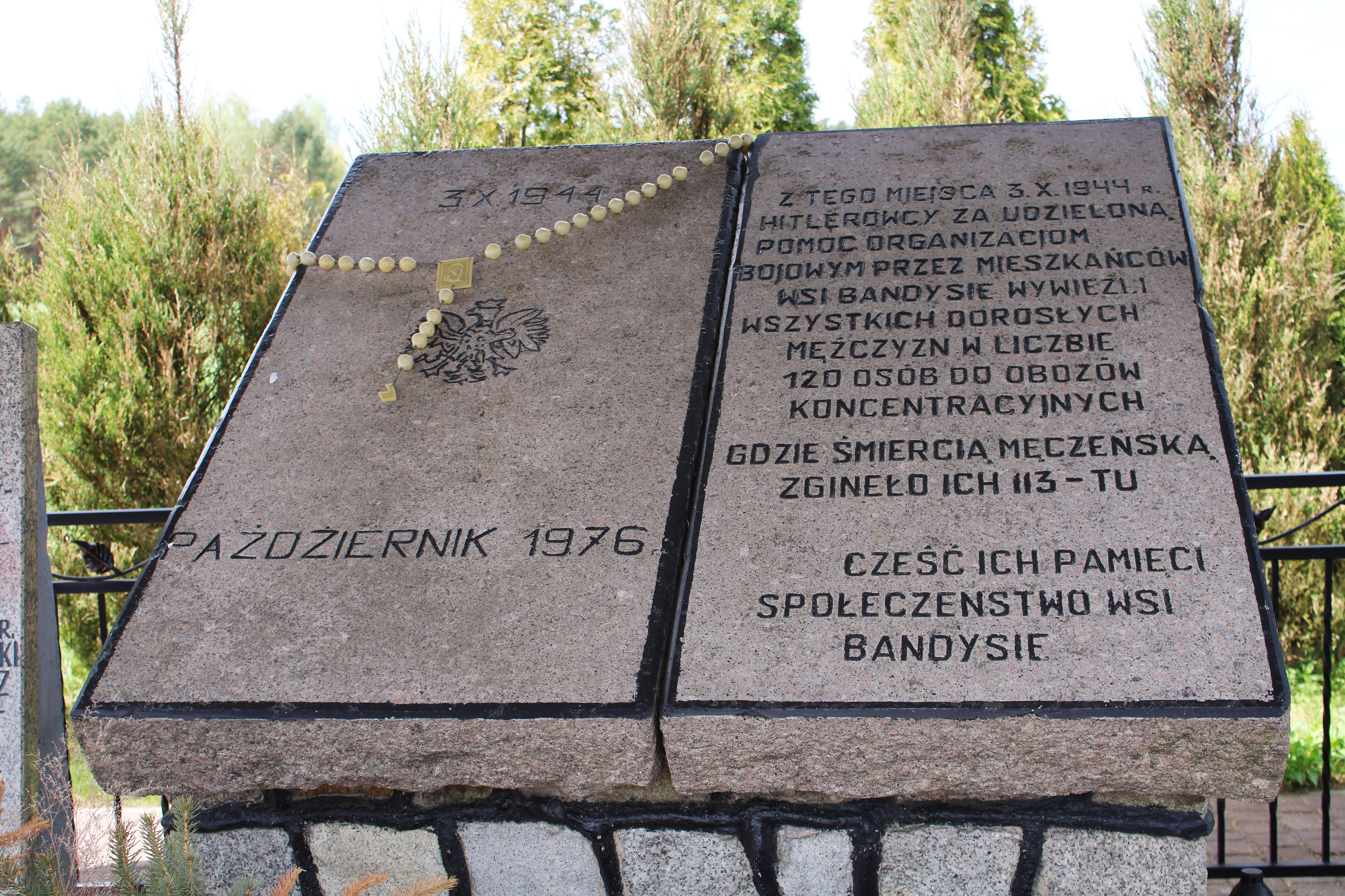
Zbliżenie na tablicę pamiątkową
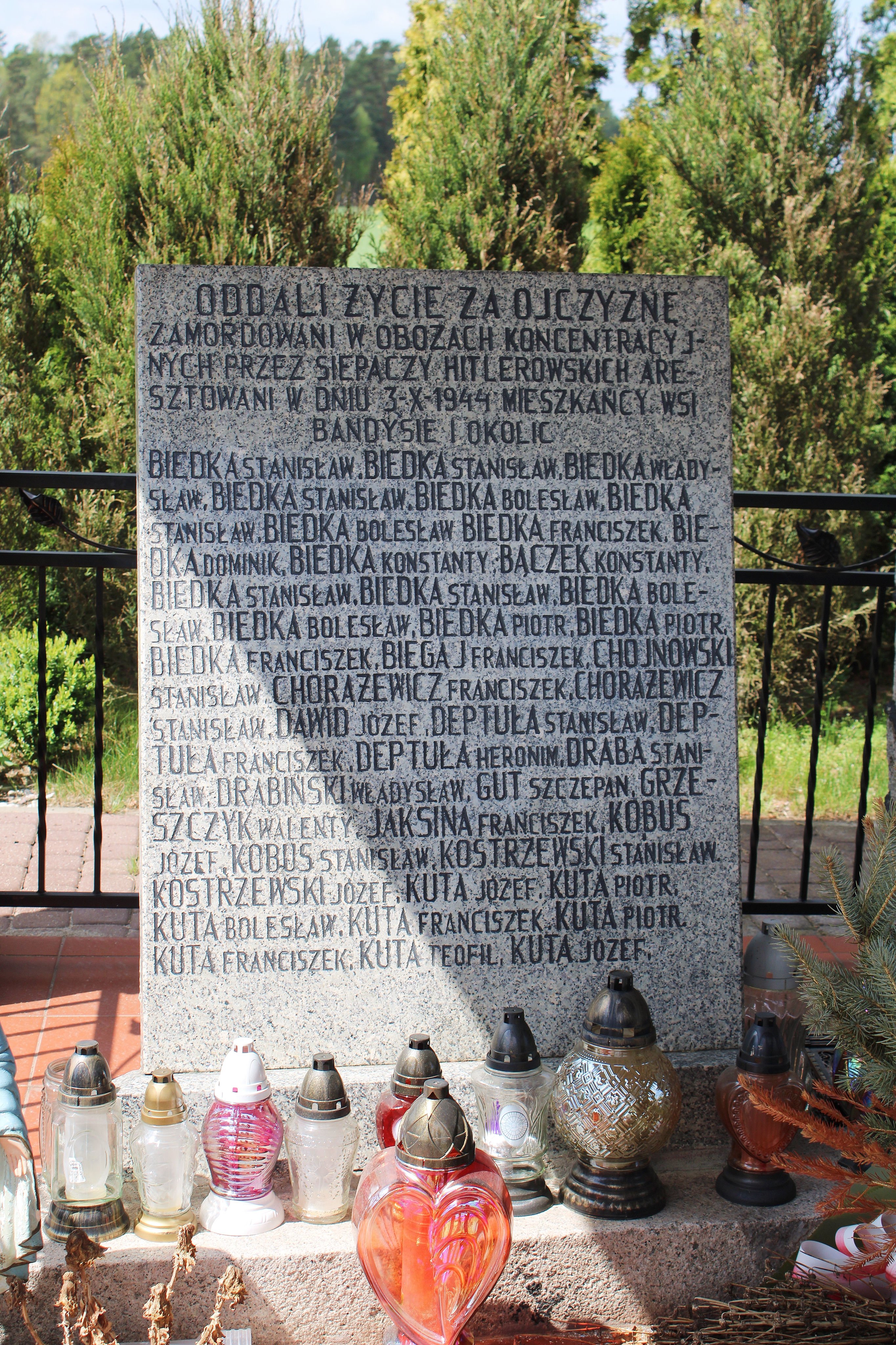
Nazwiska pomordowanych (część pierwsza)
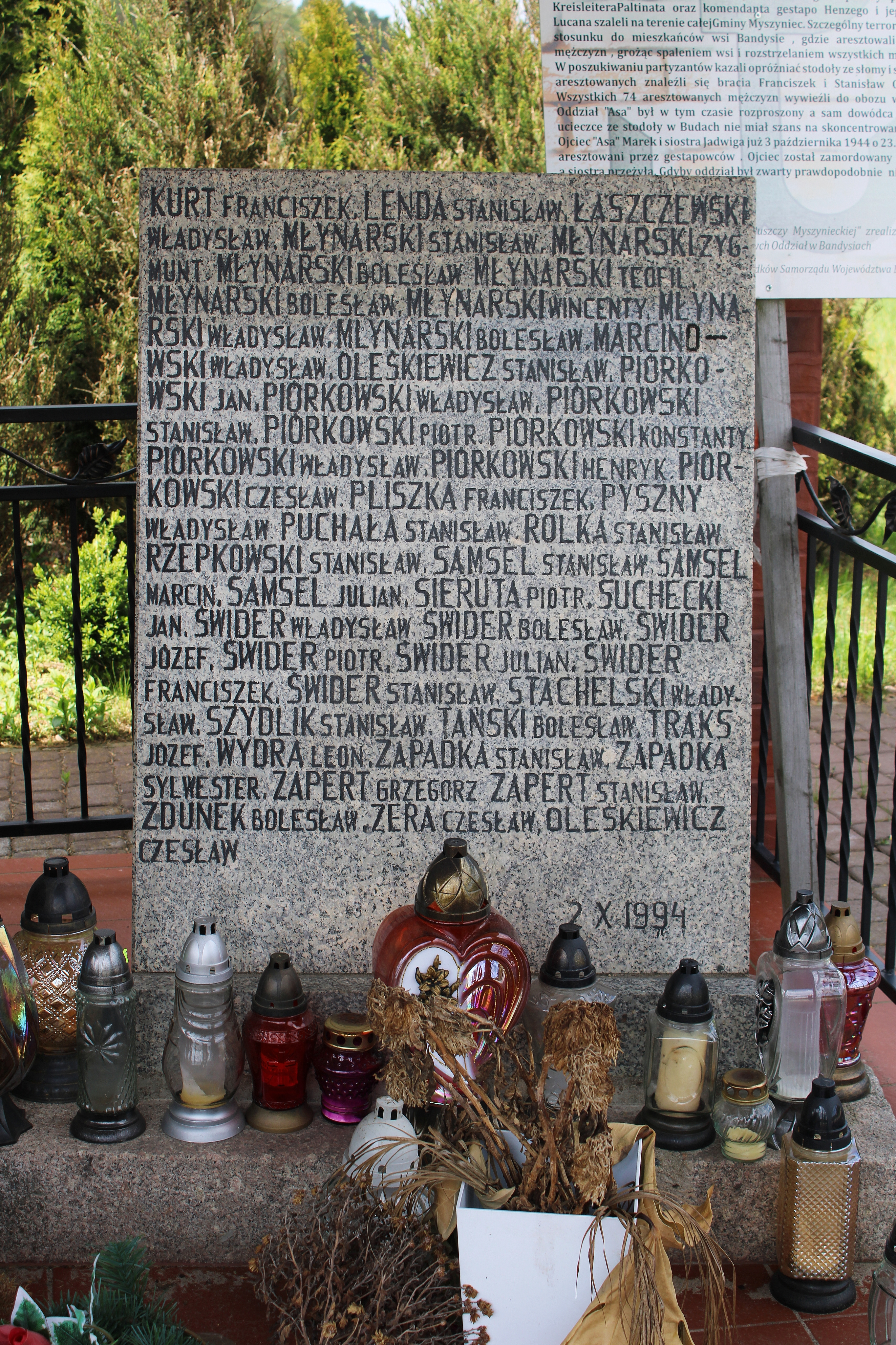
Nazwiska pomordowanych (część druga)

Corocznie w pierwszą niedzielę października odbywają się obchody rocznicowe związane z wydarzeniami z 3 października 1944. W 2014 reaktywowano także zwyczaj pustych nocy: na dzień przed oficjalnymi uroczystościami jest odprawiane nabożeństwo za zmarłych i śpiewane są żałobne pieśni.